# Ornithomimus
Ornithomimus, (do latim "imitação de pássaro") é um gênero de dinossauro omnívoro e bípede que viveu no fim do período Cretáceo. Media em torno de 3,5 metros de comprimento e pesava em torno de 90 quilogramas.
O ornitomimo era um dinossauro com uma capacidade mental elevada, e graças ao seu peso baixo e suas pernas longas, foi capaz de correr até 65 Km/h, sua velocidade era usada especialmente para escapar dos predadores já que não caçava outros dinossauros.
A alimentação do ornitomimo vai desde frutas até pequenos mamíferos e insetos, sendo assim um dinossauro omnívoro. A cauda do ornitomimo media em torno de 2 metros ocupando mais da metade do comprimento total do dinossauro e era usada para manter o dinossauro em equilíbrio enquanto corria.
Este dinossauro semelhante a uma avestruz, possuía um bico ósseo em vez de dentes, tornando-o bastante diferente dos outros terópodes. Era provavelmente omnívoro, engolindo tudo o que fosse pequeno o suficiente para caber na sua boca. Recentemente, descobriu-se que o seu corpo estaria coberto de penas macias, sendo que só os adultos teriam penas longos e decorativas ao longo dos membros.
O primeiro fóssil de ornitomimo foi descoberto em 1889, no Colorado, Estados Unidos. Mais tarde, em 1917, descobriu-se um esqueleto quase completo desse animal (fato difícil de acontecer).